# Поддол (Владимирская область)
Поддол — деревня в Судогодском районе Владимирской области России, входит в состав Лавровского сельского поселения.

## География
Деревня расположена в 12 км на север от центра поселения деревни Лаврово и в 16 км на север от райцентра города Судогда.

## История
По спискам населённых мест Владимирской губернии 1859 года в деревне числилось 19 дворов, в 1905 году — 38 дворов. 
В конце XIX деревня являлась центром Даниловской волости Судогодского уезда.
С 1929 года деревня входила в состав Даниловского сельсовета Судогодского района, позднее — с составе Чамеревского сельсовета.

## Население
| 1859 | 1905 | 1926 |
| ---- | ---- | ---- |
| 155  | 225  | 214  |

| 1859 | 1905 | 1926 | 2002 | 2010 | 2021 |
| ---- | ---- | ---- | ---- | ---- | ---- |
| 155  | ↗225 | ↘214 | ↘26  | ↘6   | ↗15  |